# Station Andorre - L'Hospitalet
Station Andorre-l'Hospitalet is een spoorwegstation in de Franse gemeente L'Hospitalet-près-l'Andorre.